# Wendelstein (Grünbach)
Der Wendelstein, früher als Wienerstein oder Winnerstein bezeichnet (734,0 m ü. NN), liegt im Gemeindegebiet von Grünbach, Vogtlandkreis und ist ein Klippenzug nordwestlich seines bebauten Ortsbereichs. Die Felsgruppe befindet sich im Landschaftsschutzgebiet Oberes Göltzschtal.

## Geografie und Geologie
Der Klippenzug aus „Grauwackenquarzit“ (Metagrauwacke) erstreckt sich im Hochwaldgebiet von Grünbach in Richtung von SSW nach NNO auf einer Länge von etwa 400 Metern. Es handelt sich um die größte Klippe dieses Gesteinstyps im vogtländischen Westerzgebirge. Die Felsengruppe des Wendelsteins setzt sich aus mehreren Gesteinskörpern zusammen und stellt einen Abschnitt in den Riffzügen vom im Oberen Vogtland verbreiteten Hohe-Stein-Quarzit der kambroordovizischen Schöneck-Formation dar, die ihres Alters nach in der Weißelster-Folge am Übergang vom Oberen Kambrium zum Tremadoc (Ordovizium) liegt. Typisch für den visuellen Eindruck dieses Gesteins ist dessen dunkelgraue Farbe der fein- bis grobsandigen und teilweise kiesig auftretenden Körnung sowie die sich davon farblich deutlich abhebenden milchig-weißen Quarzausfüllungen der fetzenartigen Zerrungsrisse und Trümer in diesem Gestein. Es finden sich im Gestein einzelne Schieferfragmente sowie im Mineralbestand Chlorit, Muskovit und Hämatit, vereinzelt Magnetkies.
Aus dem Jahre 1924 ist überliefert, dass vom Gipfel des Wendelsteins Fernblicke bis zu den Erhebungen des Frankenwaldes und des Fichtelgebirges möglich waren. Der inzwischen hoch gewachsene Wald schränkt diese Sichtmöglichkeiten stark ein.

## Besonderheiten

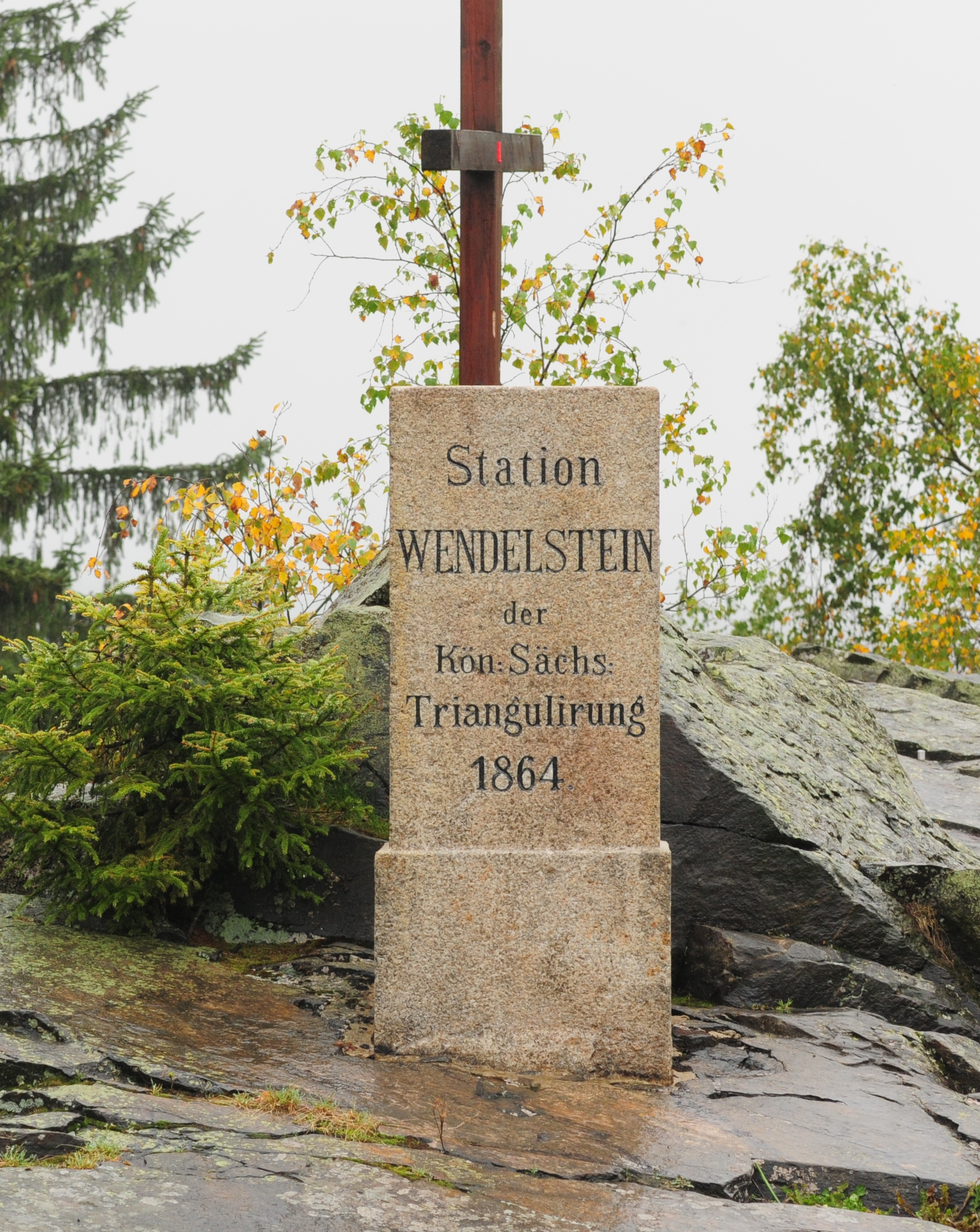
Triangulationssäule aus Granit

Der Wendelstein steht als geologisches Naturdenkmal seit dem 5. November 1938 unter Schutz. Auf dem höchsten Bereich des Felsens wurde eine mit dem Jahr 1864 datierte Triangulationssäule errichtet, die einen Vermessungspunkt 2. Ordnung im Verlaufe der historischen sächsischen Landesvermessung darstellt. Sie trägt in diesem System die Nummer 142. Im Norden der Felsengruppe befindet sich eine Gedenktafel für Adolf von Trützschler, dem Schöpfer der Promenade am Wendelstein.